# Tianguis de Domingo de Ramos

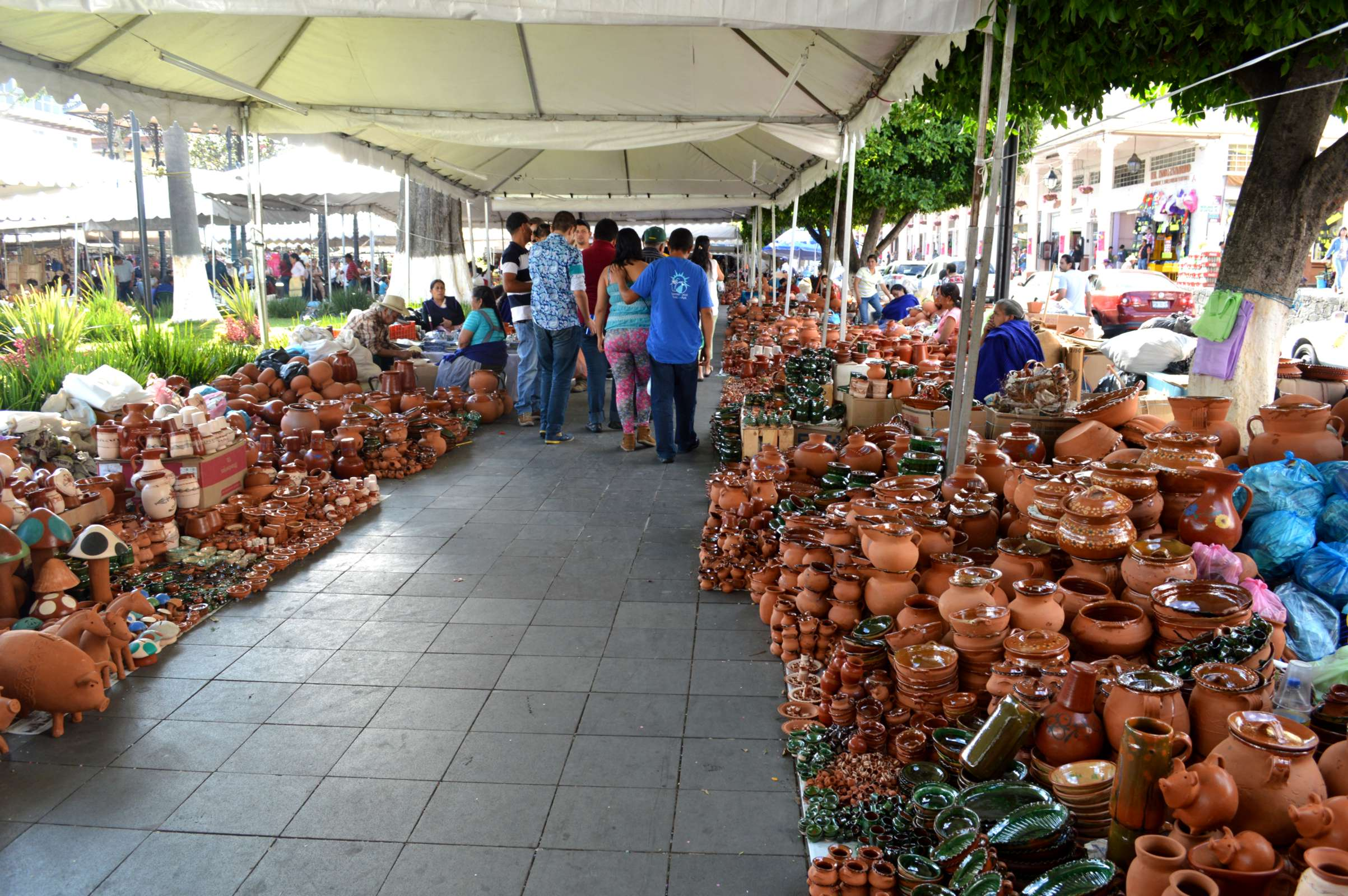
Sección con cerámica en la plaza central de Uruapan.

El Tianguis de Domingo de Ramos se celebra en Uruapan, es el evento más grande en el Estado de Michoacán, su principal actividad es la venta de artesanías tradicionales de dicho estado y es caracterizado por ser el "tianguis" más grande de este tipo en Latinoamérica. 
El evento atrae alrededor de 1300 artesanos, quienes ofrecen alrededor de un millón de piezas para vender, las cuales conforman la mayoría de las artesanías tradicionales representantes de cada estado mexicano. Este "tianguis" también incluye otros eventos tales como; concursos de artesanías, exposiciones de vestimenta indígena, comida típica, y otros tipos de tradiciones mexicanas como folclor mexicano, danza, etc. El evento toma lugar en la plaza central de la ciudad de Uruapan, pero debido a la extensión que alcanza, llega a ocupar calles adyacentes y otras plazas aledañas a al de la plaza central.

## El Tianguis

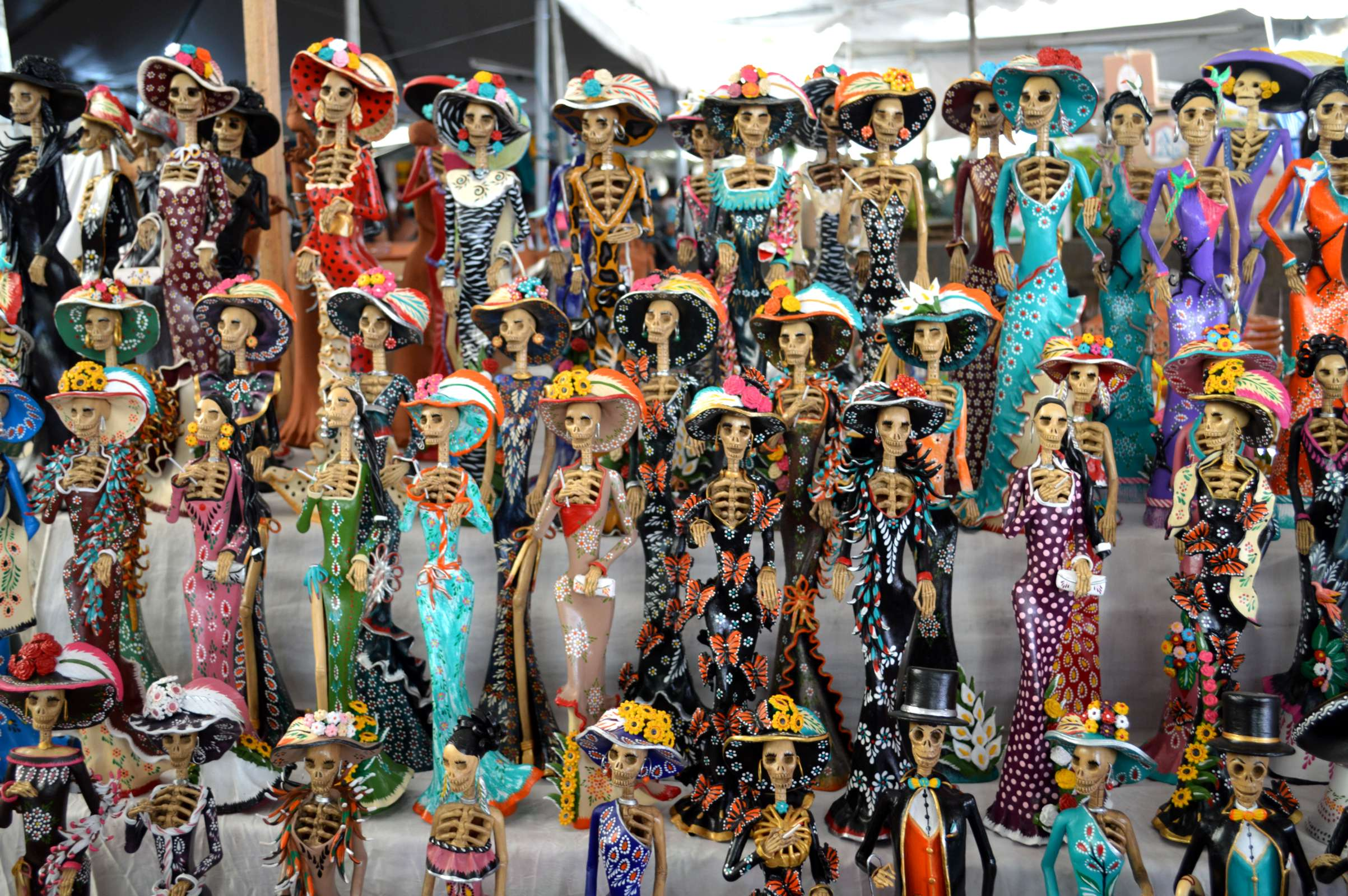
Figuras de Catrina del mercado de Capula.

El tianguis (mercado al aire libre) es característico de la Semana Santa, oficialmente comienza un día antes del conocido: "Domingo de Palmas" y dura hasta el día después del domingo de Pascua. El día más importante, es: el Domingo de Ramos. Esta es la mejor época para vacacionar en México y este evento es una gran atracción tanto para los mexicanos como personas extranjeras.
Este es el evento más grande de artesanías ubicado en Michoacán, seguido muy de cerca por el Día de Muertos en Pátzcuaro, y se afirma que es el evento más grande de esta clase en toda América Latina.
En 2015, el evento atrajo a más de 1300 artesanos de todo el estado, especialmente indígenas purépechas del altiplano, y de ciudades tales como Tzintzuntzan, San Jose de Gracia, Capula, Huáncito, Patamban, Santo Tomas, Cocucho y Paracho.
Este es el evento más importante para las cuatro principales comunidades indígenas de Michoacán (Mazahua, Nahua, Otomí y Purépecha).  Sin embargo, no todos los que se dicen artesanos indígenas de estas regiones lo son, algunos son revendedores.

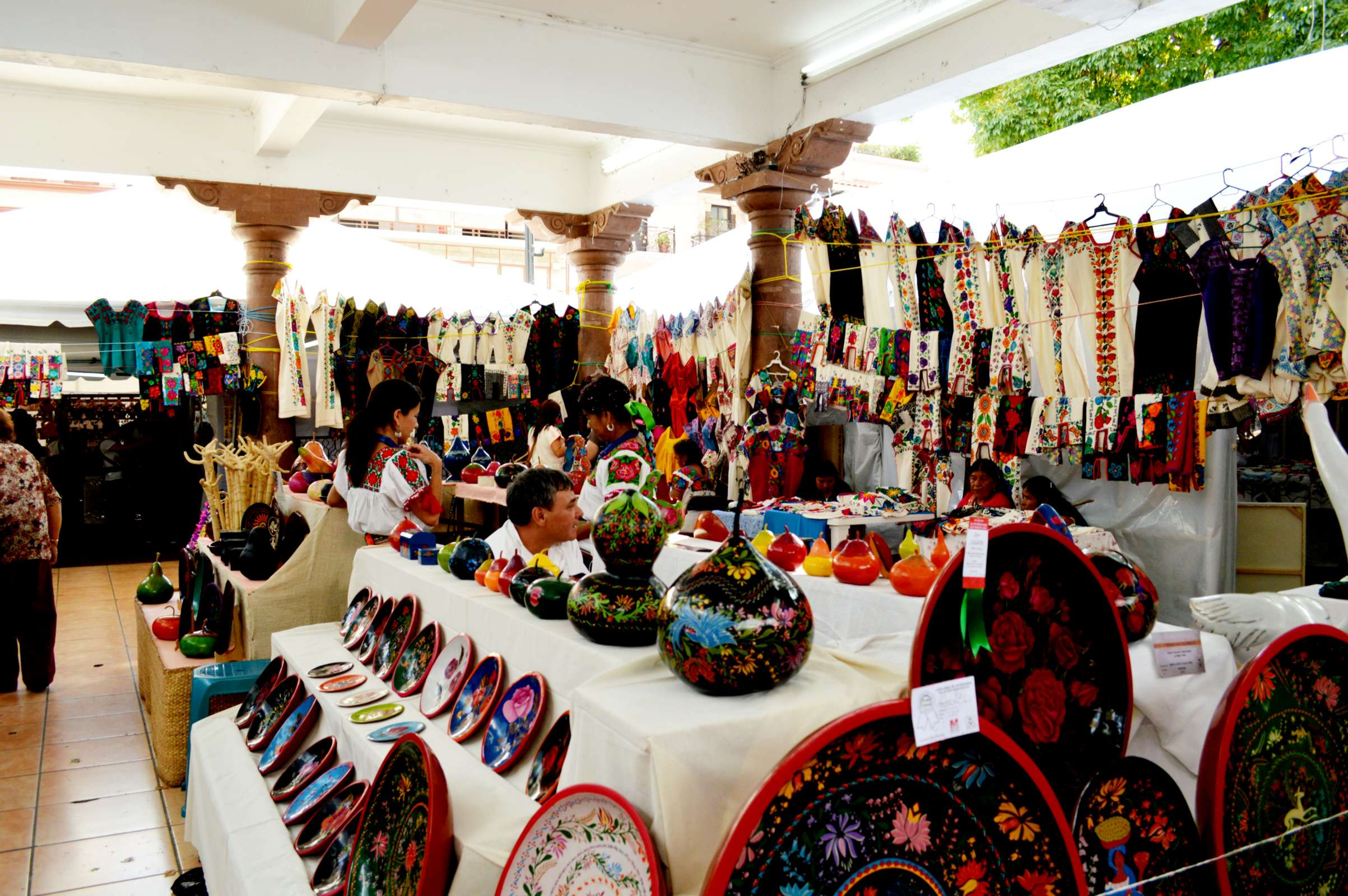
Sección de textiles en el mercado.

El tianguis llena por completo la plaza principal (Plaza de Martíres de Uruapan) de la ciudad y este desborda a las calles adyacentes y hacia otras plazas tales como la Plaza Morelos,  Plaza Huatapera y la Garcia Ortiz a lado del callejón de la Casa de la Cultura. Eventos relacionados también ocurren en estas áreas así como la Plaza de la Ranita, la Casa de la Cultura, y la entrada al parque nacional Barranca del Cupatizio.
En 2015, había un millón de piezas en venta, representando la mayor parte de las tradiciones artesanales mexicanas. Esto incluye textiles y ropa tradicional mexicana, esculturas miniaturas, joyería, juguetes típicos, artesanías de madera, calabazas típicas de la región, cofres, artículos de cuero, fibras rígidas como mimbre, hojas de palmera, hierro, otros metales y varios tipos de cerámica fabricada ahí.
La mayoría de los artículos en venta son de alta calidad y de estilos únicamente encontrados en Michoacán, tales como ollas de barro de Huancito con cabeza de animales, la costura de Charan, laca prehispánica (maque) de Uruapan, piezas de cobre, como su nombre lo dice provenientes de Santa Clara del Cobre y máscaras de madera de Pamatacuaro, pero hay algunos estantes para la venta de artículos a turistas y estos son artículos que tienen un valor de adquisición muy bajo, sin embargo el precio de venta varía. Para el Domingo de Ramos hay incluso más artesanos y la mayoría son Purépechas, ubicados en los atrios de las dos principales iglesias coloniales, los encuentras tejiendo palmas frondadas convertidas en diseños complicados para venderlas a los que asisten a la iglesia.

## Eventos Relacionados

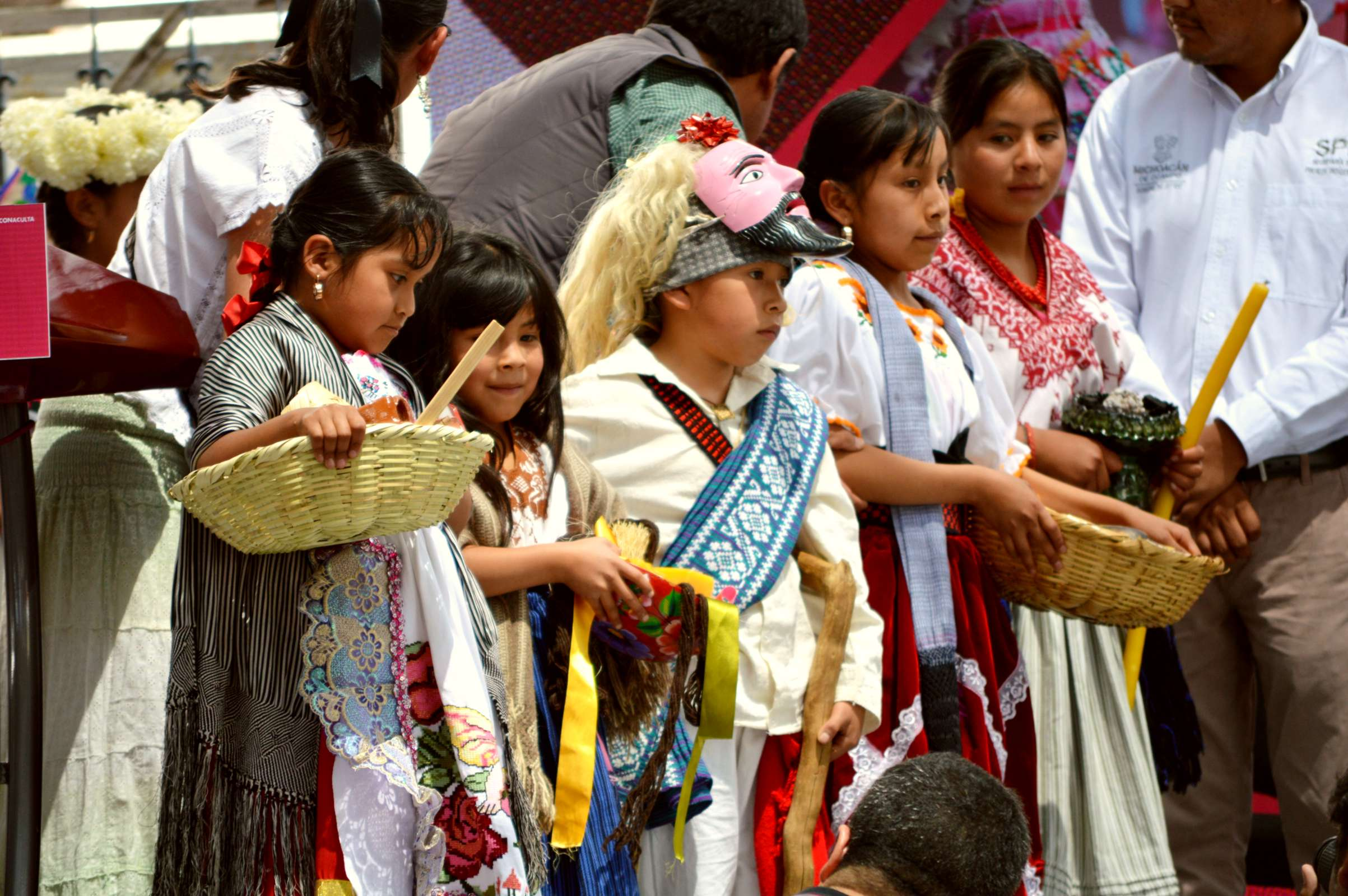
Niños Purépechas representando a su comunidad en el evento del 2015

A lo largo de su historia, el tianguis se ha ampliado con otros eventos culturales como espectáculos de música y baile, desfile de artesanos, se ofrecen exposiciones típica de la cocina Purépecha y más.
La semana es inaugurada con el desfile de artesanos usando su vestimenta tradicional, representando las cuatro pueblos indígenas que se encuentran en el estado, y representando las 45 comunidades y 25 municipios del estado de Michoacán.
El desfile también incluye artesanos cargando ejemplos de sus mercancías y artesanías tales como las que provienen de Santa Clara del Cobre, Pamatacuaro y Paracho: junto con bandas de música y mojigangas (grandes títeres de cartón). El desfile recorre desde el parque nacional, avanza hacia el centro de la ciudad, a lo largo de las calles Culver y Emilio Carranza, terminando en la Casa de la Cultura.

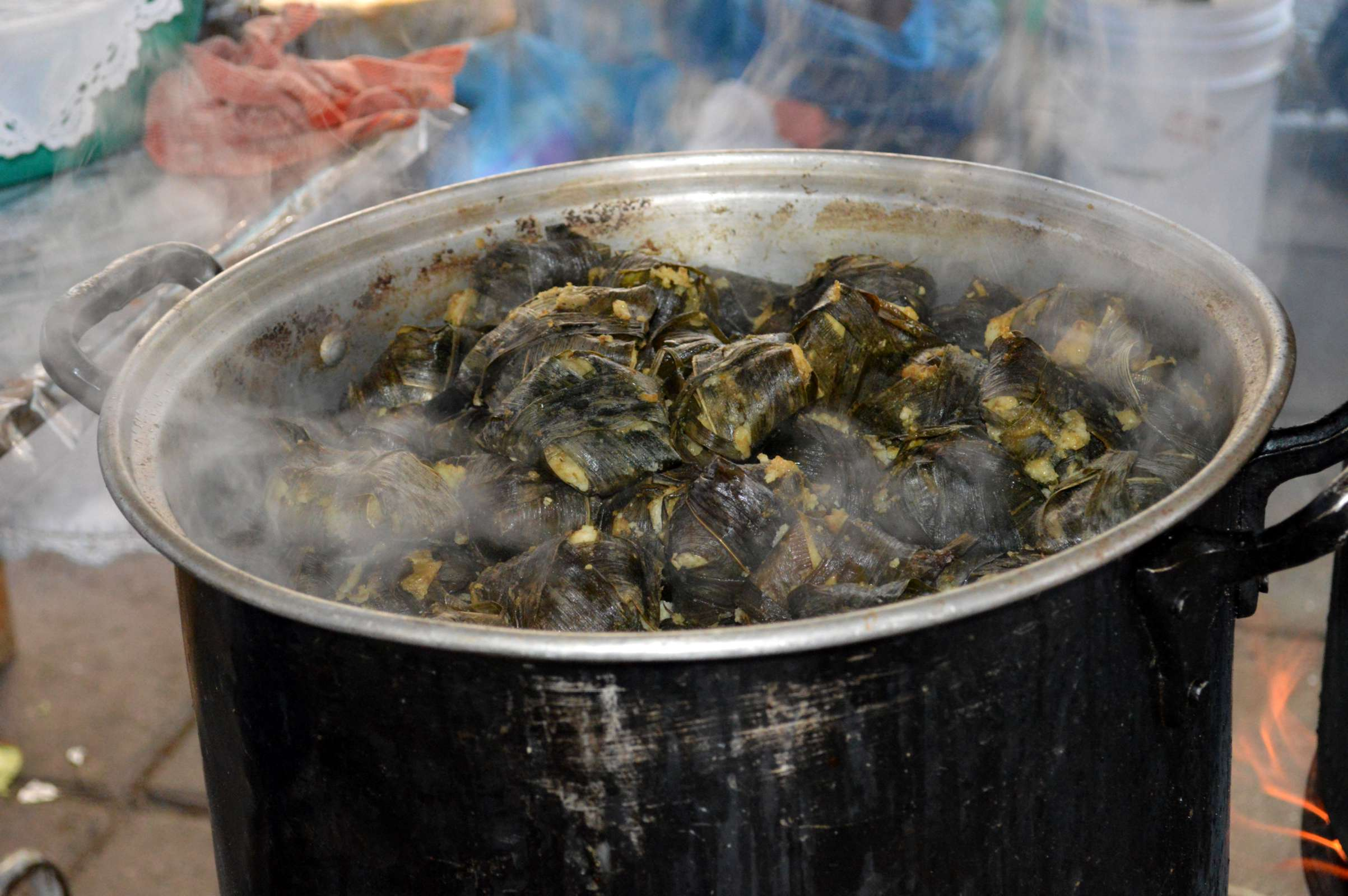
Corundas (parecidos a los tamales) humeando en una cacerola enorme en la Plaza de la Ranita

La Casa de la Cultura, es el anfitrión del principal concurso de artesanías, los ganadores de esta se anuncian el Domingo de Ramos. En 2015, la competencia otorgó 259 premios con alrededor de un millón de pesos.
Este mismo día, sucede el Festival de Trajes Regionales del Estado ubicada en el museo de Huatapera, en el cual las cuatro comunidades indígenas están representadas, todos con su vestimenta y tradiciones como sus bailes típicos.
En la Plaza de la Ranita, se ubica una exposición y venta de comida Purépecha típica, que incluye pozole, corundas, atole, enchiladas, buñuelos, uchepos (tamales de maíz dulce) y platillos con pescado.
La meta de esta exposición es ofrecer un ejemplo de comida típica de la región y no de comida para turistas. Como el Atole de San Miguel Pomocuaran, que es salado y contiene chile serrano y otras clases de chiles, el churipo (una sopa de res), el atole de pinole (con maíz tostado), o los tamales de chapata hechos con semillas de amaranto.

## Historia
El evento se ubica en Uruapan, el cual ha sido un importante centro comercial desde la época prehispánica, ya que se centra entre las principales regiones Purépechas (Lago Tierras Altas, Cañada de los Once Pueblos y Ciénega de Chapala), así como entre las Tierras Altas y "Tierra Caliente", las elevaciones más bajas se extienden hasta la costa.
Esta área ha sido un importante centro de intercambio desde la época prehispánica ya que se centra en las principales regiones Purépechas ((Lago Tierras Altas, Cañada de los Once Pueblos y Ciénega de Chapala).
El tianguis original se dedica únicamente a la cerámica, y se ubica durante dos o tres días en la calle de Melchor Ocampo, prolongandose sobre la calle de Santiago y la Plaza Izazaga. Después, esta área fue remodelada para crear la plaza Morelos que hoy en día es muy concurrida. Los vendedores ocasionaban un problema para la plaza, hasta que oficialmente se estableció para ellos en 1960.
- Wikimedia Commons alberga una categoría multimedia sobre Tianguis de Domingo de Ramos.